# San Miguel Cerezo
San Miguel Cerezo, también denominado El Cerezo es una localidad mexicana perteneciente al municipio de Pachuca de Soto, en el estado de Hidalgo.

## Toponimia
El nombre San Miguel se le puso en honor a San Miguel Arcángel quien dentro de la Iglesia católica se considera como patrono y protector de la Iglesia Universal.

## Historia
La “Descripción Anónima de las Minas de Pachuca”, escrita entre finales del siglo XVI, señala la existencia de cuatro Reales en la comarca: Real del Monte, Real Atotonilco el Chico, Real de Arriba y Real de Tlahuelilpan, todos conocidos como Minas de Pachuca. Fue a principios del siglo XVII cuando desaparecen aquellos nombres, y el Real de Arriba paso a denominarse San Miguel Cerezo.

## Geografía

### Relieve e hidrográfica
La localidad se encuentra a una altitud media de 2657 metros sobre el nivel del mar y se encuentra en las coordenadas 20°09'30.666" de latitud norte y 98°43'43.683" de longitud oeste. La localidad se localiza en la región oriente de México, al centro del estado de Hidalgo y al norte del territorio municipal de Pachuca de Soto. Dentro de la región geográfica de Hidalgo, denominada como Comarca Minera.
En cuanto a fisiografía se encuentra dentro de la provincia del Eje Neovolcánico dentro de la subprovincia del Llanuras y Sierras de Querétaro e Hidalgo; dentro de la Sierra de Pachuca. La principal elevación son las Peñas del Cerezo se encuentran en posterior de la localidad, se pueden observar a simple vista desde el centro de la localidad. En su parte posterior se halla una capilla con la imagen de la virgen de Guadalupe.
En lo que respecta a la hidrología se encuentra posicionado en la región del Pánuco, dentro de la cuenca el río Moctezuma, y en la subcuenca del río Tezontepec.
Al norte del pueblo a un kilómetro y medio se encuentra la Presa Jaramillo; esta represa se encuentra muy cerca al municipio de Mineral del Chico.

### Clima
Tiene un clima templado subhúmedo con lluvias en verano de menor humedad, su temperatura promedio anual es de 10 a 16 grados centígrados; su precipitación  pluvial anual es de 400 a 800 mm.
| Parámetros climáticos promedio de San Miguel Cerezo (1951-2010). | Parámetros climáticos promedio de San Miguel Cerezo (1951-2010). | Parámetros climáticos promedio de San Miguel Cerezo (1951-2010). | Parámetros climáticos promedio de San Miguel Cerezo (1951-2010). | Parámetros climáticos promedio de San Miguel Cerezo (1951-2010). | Parámetros climáticos promedio de San Miguel Cerezo (1951-2010). | Parámetros climáticos promedio de San Miguel Cerezo (1951-2010). | Parámetros climáticos promedio de San Miguel Cerezo (1951-2010). | Parámetros climáticos promedio de San Miguel Cerezo (1951-2010). | Parámetros climáticos promedio de San Miguel Cerezo (1951-2010). | Parámetros climáticos promedio de San Miguel Cerezo (1951-2010). | Parámetros climáticos promedio de San Miguel Cerezo (1951-2010). | Parámetros climáticos promedio de San Miguel Cerezo (1951-2010). | Parámetros climáticos promedio de San Miguel Cerezo (1951-2010). |
| Mes                                                              | Ene.                                                             | Feb.                                                             | Mar.                                                             | Abr.                                                             | May.                                                             | Jun.                                                             | Jul.                                                             | Ago.                                                             | Sep.                                                             | Oct.                                                             | Nov.                                                             | Dic.                                                             | Anual                                                            |
| ---------------------------------------------------------------- | ---------------------------------------------------------------- | ---------------------------------------------------------------- | ---------------------------------------------------------------- | ---------------------------------------------------------------- | ---------------------------------------------------------------- | ---------------------------------------------------------------- | ---------------------------------------------------------------- | ---------------------------------------------------------------- | ---------------------------------------------------------------- | ---------------------------------------------------------------- | ---------------------------------------------------------------- | ---------------------------------------------------------------- | ---------------------------------------------------------------- |
| Temp. máx. abs. (°C)                                             | 29.0                                                             | 30.0                                                             | 35.0                                                             | 37.0                                                             | 37.0                                                             | 40.0                                                             | 36.0                                                             | 35.0                                                             | 34.0                                                             | 33.0                                                             | 30.0                                                             | 28.0                                                             | 40.0                                                             |
| Temp. máx. media (°C)                                            | 18.0                                                             | 19.3                                                             | 20.9                                                             | 21.5                                                             | 21.0                                                             | 19.5                                                             | 18.1                                                             | 18.2                                                             | 17.8                                                             | 17.7                                                             | 17.9                                                             | 17.9                                                             | 19.0                                                             |
| Temp. media (°C)                                                 | 9.8                                                              | 10.8                                                             | 12.2                                                             | 13.4                                                             | 13.6                                                             | 13.2                                                             | 12.4                                                             | 12.3                                                             | 12.1                                                             | 11.3                                                             | 10.3                                                             | 9.9                                                              | 11.8                                                             |
| Temp. mín. media (°C)                                            | 1.6                                                              | 2.3                                                              | 3.6                                                              | 5.2                                                              | 6.2                                                              | 6.8                                                              | 6.8                                                              | 6.4                                                              | 6.3                                                              | 4.9                                                              | 2.8                                                              | 2.0                                                              | 4.6                                                              |
| Temp. mín. abs. (°C)                                             | -6.0                                                             | -7.0                                                             | -4.0                                                             | -2.0                                                             | 0.0                                                              | 0.0                                                              | 1.0                                                              | 0.0                                                              | -2.0                                                             | -5.0                                                             | -5.0                                                             | -7.0                                                             | -7.0                                                             |
| Precipitación total (mm)                                         | 15.2                                                             | 14.5                                                             | 12.9                                                             | 31.9                                                             | 50.9                                                             | 82.2                                                             | 98.3                                                             | 74.5                                                             | 119.7                                                            | 53.9                                                             | 16.4                                                             | 6.8                                                              | 577.2                                                            |
| Días de lluvias (≥ 0.1)                                          | 2.4                                                              | 2.5                                                              | 2.9                                                              | 5.5                                                              | 6.9                                                              | 10.2                                                             | 11.2                                                             | 10.7                                                             | 13.9                                                             | 7.6                                                              | 3.4                                                              | 1.9                                                              | 79.1                                                             |
| Fuente: Servicio Meteorológico Nacional. 2015                    |                                                                  |                                                                  |                                                                  |                                                                  |                                                                  |                                                                  |                                                                  |                                                                  |                                                                  |                                                                  |                                                                  |                                                                  |                                                                  |

### Ecología
El Parque Ecoturístico El Cerezo, se trata de un parque ubicado dentro de la sección municipal del territorio pachuqueño que se encuentra dentro del parque nacional El Chico, manejada por ejidatarios de la localidad; este parque cuenta con cabañas, tirolesa, área de camping, lanchas y caballos, además de comida típica. En cuanto a la flora alrededor se puede encontrar huizaches, encinos, oyameles y trigueños. En cuanto a la fauna está compuesta por ardillas, tuzas, ratones de campo, armadillos y zopilote además de diversas especies de aves.

## Demografía
En 2020 registró una población de 2014 personas, lo que corresponde al 0.641 % de la población municipal. De los cuales 977 son hombres y 1037 son mujeres.
| Gráfica de evolución demográfica de San Miguel Cerezo entre 1900 y 2020                      |
|                                                                                              |
| Población de los censos y conteos del Instituto Nacional de Estadística y Geografía (INEGI). |

## Cultura

### Arquitectura
Parroquia de San Miguel Arcángel
La principal construcción arquitectónica es la Parroquia de San Miguel Arcángel de mediados del siglo XVI. El templo es de una sola nave de planta cuadrangular, limitada por gruesos muros de mampostería, reforzados los laterales por tres altos contrafuertes de sección cuadrangular con ángulos achaflanados; la cubierta es de bóveda de cañón rebajado, con una cúpula octagonal con tambor y linternilla en el recinto del presbiterio.
La fachada presenta una puerta con cerramiento de arco de medio punto, con jambas con impostas, encuadrada entre dos pilares de fustes almohadillados unidos en la parte superior por un cornisuelo. A la derecha de la fachada la base de la torre que en planta cuadrangular se eleva poco más de la altura de los muros y sustenta un campanario.

### Fiestas
En el mes de septiembre se lleva a cabo la Feria Patronal de San Miguel Cerezo; siendo el principal día de la festividad el 29 de septiembre. También se celebran las fiestas religiosas de Semana Santa, Día de muertos y Navidad.